# Краљевина Италија (Наполеонска)
Наполеонска Краљевина Италија (итал. Regno d'Italia) је била краљевина којом је као краљ Италије владао Наполеон Бонапарта. Постојала од 1805. до 1814. године, а обухватала је северне делове Италије и неке од суседних области.

## Увод
Догађаји с краја 18. и почетка 19. века у Француској имали су на Италију не мањег утицаја неголи на Немачку. Напредни слојеви италијанског друштва са усхићењем су поздравили француску револуцију која је код народа побудила тежњу к ослобођењу од феудално-апсолутистичког угњетавања и националном уједињењу земље. Кад је септембра 1792. Француска републиканска војска први пут ушла у Италију, у Савоју, која је припадала сардинском краљу, народне масе су је дочекале са одушевљењем. 21. октобра у Шамберију, главном граду Савоје, отворена је народна скупштина. Она је укинула краљевску власт, феудалне обавезе, затворила манастире, конфисковала свештеничка имања и ставила секвестар на емигранству имовину. Одушевљен дочек прирељен је војсци Француске Републике и у Ници. Декретима Конвента Савоја и Ница ускоро потом биле су припојене Француској.
Ослободитељске идеје француске револуције брзо су се шириле по целој Италији. Образовани су политички клубови и тајна удружења који су себи поставили за задатак да поведу борбу против феудализма и апсолутизма. Монархијске владе италијанских држава одговориле су на тај покрет свирепим репресалијама против демократа.

## Устанци у Италији и настанак нових држава
Француску војску, која се у пролеће 1796. године појавила у северној Италији под командом генерала Бонапарте, дочекала је једним делом и буржоазија с још већим одушевљењем од 1792. Године. Победе француске војске приморале су сардинског краља Виторија Амедеа III да закључи примирје, а затим и мир. Пошто је разбио аустријску војску, Бонапарта је 15. Маја ушао у Милано.
Пораз Аустрије, главног ослонца реакције на Апенинском полуострву, дао је подстрека републиканском покрету у Италији. У августу 1796. године избио је у Ређу устанак који је брзо захватио цело Моденско војводство. У октобру је конгрес посланика побуњених области –Фераре, Болоње, Ређа и Модене одлучио да образује Циспаданску републику (са престоницом у Болоњи). Од Аустријанаца је преузета Ломбардија и претворена је у Ломбардску или Транспаданску републику. Папа Пије VI морао је да плати Французима 30 милиона франака, излиферовати велике количине робе и стоке, предати сто слика и кипова и пет стотина старих рукописа, затворити своја пристаништа за непријатеље Француске и уступити низ територија. Милано је морао Французима платити десет милиона франака. Те мере изазвале су у Италији већ у мају 1796. године устанак који је Наполеон сурово угушио.
6. јуна 1797. године аристократска Ђеновљанска република добила је ново, демократско уређење и почела се називати Лигурском републиком. У јулу су се Циспаданска и Транспаданска република ујединиле у Цисалпинску Републику (са главним градом у Милану). Одредбама Кампоформијског мира Млетачка је изгубила своју вишевековну самосталност и била је предата Аустрији. 
Републике које су образоване у Италији биле су обични вазали Француске, а њихов подређен положај стајао их је веома скупо. Цисалпинска република морала је издржавати на својој територији француску војску од 25 000 људи и плаћати за њено издржавање око 18 000 милиона франака годишње. 
Али француска владавина у Италији била је у извесној мери и од прогресивног значаја јер је у њој спроведено укидање феудалних племићких повластица, секуларизовање црквених имања, завођење градске једнакости, ословођење штампе од ранијих ограничења. Тако је Бонапарта задобио симпатије напреднога дела буржоазије и интелигенције.
У фебруару 1798. године избио је народни устанак у Риму. Устанак је подржала француска војска која се приближила граду. Папина световна власт била је укинута. Пије VI је побегао, а 20. марта проглашена је Римска република. Француска војска држала се у Риму као у освојеном граду. Римској републици наметнута је контрибуција од 15 милиона и 300 хиљада франака у новцу, 5 милиона у државној имовини и 3 милиона у војним набавкама. Осим тога, морала је на својој територији издржавати корпус француских војника.
Крајем 1798. године напуљски краљ Фердинанд IV, чија је жена Марија Каролина била сестра погубљене Марије Антоанете пришао је новој европској коалицији против Француске и окренуо своју војску према Римској републици. Француска војска је претрпела тежак пораз, а Напуљци улазе у Рим. Већ 9. децембра француска војска под заповедништвом генерала Шампионеа заузима Рим, а затим и Напуљ. У јануару 1799. године проглашена је Партенопејска република, тако названа по старом имену Напуља.
У децембру 1798. године, истовремено са образовањем република у Риму, избила је револуција у Торину; Французи је подржавају. Краљ Карло Емануел IV збачен је са престола и побегао је на Сардинију. Привремена влада образована у Турину, на чије чело су дошли представници либералне буржоазије укинула је феудална права племства, распустила калуђерске редове и спровела многе друге реформе. Али је при свему томе Пијемонт морао платити Француској контрибуцију у износу од 10 милиона и 300 хиљада лира.
Пред пролеће 1799. године готово цела Италија је, посредно или непосредно била потчињена Француској. Ипак су победе руско-аустријске војске под Суворовим брзо учиниле крај француској владавини у Италији и републикама које је Француска основала. 29. априла 1799. године Суворов улази у Милано, 26. маја у Турин, Аустријанци су повратили Ломбардију, сардински краљ је поново дошао на престо, а папа Пије завео је своју власт у Риму. Напуљ је у јуришу заузела тзв. „војска вере“ под вођством кардинала Руфа. Краљ Фердинанд се враћа у Напуљ. Партенопејска република утопила се у мору крви. Погубљено је 4000 либерала и републиканаца.

## Наполеоново поновно освајање Италије
Наполеонове победе над аустријском војском у Италији 1800. године уништиле су резултате Суворовљевих победа. Цисалпијска и Лигурска република поново су успостављене. Пијемонт, Парма, Пјаченца прикључене су Француској. Тоскана је претворена у Краљевину Етрурију и предата шпанским бурбонима. Цизалпијска република је 1802. године преименована у Италијанску Републику. За председника је изабран сам Наполеон, а за потпредседника ломбардски племић, гром Мелци.
Пошто је узео титулу цара Француза, Наполеон је претворио Италијанску републику у краљевину (18. марта 1805. године) и крунисао се у Милану за краља Италије. На управу нове краљевине поставио је свога пасторка, кнеза Ежен де Боарнеа за вицекраља Италије. 1805. године Француској су припојене и територије бивше Лигурске републике и бившег Пармског војводства. Пошто је 1805. године победио Аустрију, Наполеон јој је одузео Млетке и припојио их Италијанској краљевини. У састав краљевине ушла је и територија бившег Моденског војводства и Ромања која је припадала папи. 1806. године Француска заузима Напуљ. За напуљског краља проглашен је Наполеонов брат Жозеф. 1808. године Жозеф је постао краљ Шпаније, а напуљски престо заузео је Наполеонов шурак Жоашен Мира. 30. маја 1807. године Француској је припојена и Тоскана. Папи Пију одузете су земље и припојене су Француској 1809. године. Пије је под стражом одведен у Француску где је остао до 1813. године. Сада је цела Италија, изузев острва Сардиније и Сицилије била непосредно или посредно потчињена Француској.

## Италија под Наполеоновом влашћу
Наполеонова владавина није донела Италији ни национално јединство ни политичке слободе. Али либерално-буржоаске реформе које су у том периоду изведене у Шпанији допринеле су чишћењу земље од многих преостатака средњовековног уређења.
Наполеонова економска политика претворила је Италију у француску полуколонију своје врсте. Царине на француску робу биле су сведене на минимум, памучне прерађевине могле су се увозити у Италију само из Француске, а свилу и вуну је Италија могла увозити само у Француску. Био је забрањен увоз машина за индустријска предузећа у Италији.
Континентална блокада довела је до потпуног мртвила италијанских пристаништа (Млетака, Ђеновљана, Ливорно, Анкона...) која су живела од поморске трговине. Огромне дажбине које је Наполеон наметнуо Италији још више су упропастиле њено становништво. Био је уведен и „данак у крви“, италијанска омладина морала је да ратује за француске циљеве.
Овакво стање у земљи доводило је до незадовољства. 1806. године Наполеон је угушио устанак сељака у планинама Калабрије под вођством калуђера Фра-Дјавола. 1807. године на југу Италије поникло је тајно удружење карбонара (угљара) које је себи дало задатак борбу против француског угњетавања и националну независнос. Ипак, покрет у то време није узео већих размера.
Након склапања Пожунског мира крајем 1805. године, наполеонској Краљевини Италији су 1806. године прикључене дотадашње хабзбуршке покрајине Истра и Далмација, које су 1809. године издвојене из састава Италије и прикључене француским Илирским покрајинама.

## Ослобођење
По паду Наполеоновог царства либералне реформе у Италији биле су обустављене и делимично укинуте. Ослободивши се француског угњетавања, италијански народ постао је жртва још тежег и мрскијег угњетавања Аустрије.